# اندژی سوکوووفسکی
اندژی سوکوووفسکی (انگلیسی: Andrzej Sokołowski؛ زادهٔ ۲۳ نوامبر ۱۹۴۸) بازیکن هندبال اهل لهستان است.